# 35769 Tombauer
35769 Tombauer è un asteroide della fascia principale. Scoperto nel 1999, presenta un'orbita caratterizzata da un semiasse maggiore pari a 2,3720214 au e da un'eccentricità di 0,1353005, inclinata di 7,27592° rispetto all'eclittica.